# Issor
Issor település Franciaországban, Pyrénées-Atlantiques megyében. Lakosainak száma 248 fő (2022. január 1.). Issor Aramits, Arette, Asasp-Arros, Lourdios-Ichère és Sarrance községekkel határos.

## Népesség
A település népességének változása:
| Lakosok száma | 246  | 242  | 245  | 236  | 233  | 236  | 236  | 239  | 248  |
|               | 2013 | 2015 | 2016 | 2017 | 2018 | 2019 | 2020 | 2021 | 2022 |